# 朱保镇
朱保镇是中国山东省临沂市兰山区下辖的一个镇。

## 行政区划
朱保镇下辖商家庄社区、孟家行社区、前耿家埠社区、团埠屯社区、韦家巷社区、东楼社区、葛疃社区、前寨社区、后耿家埠社区、胡巷社区、田家围子村、曹家庄村、大朱保村、小朱保村、西庄村、张家行村、陈围子村、爱国村、港上村、东墠村、小芝房村、大芝房村、桥西村、东水磨头村、西水磨头村、三义庄村、涑河南村、沙沟崖村、泰和庄村、西安庄村、富衣庄村、孙家庄村、邱家庄村。